# Antje Nagel

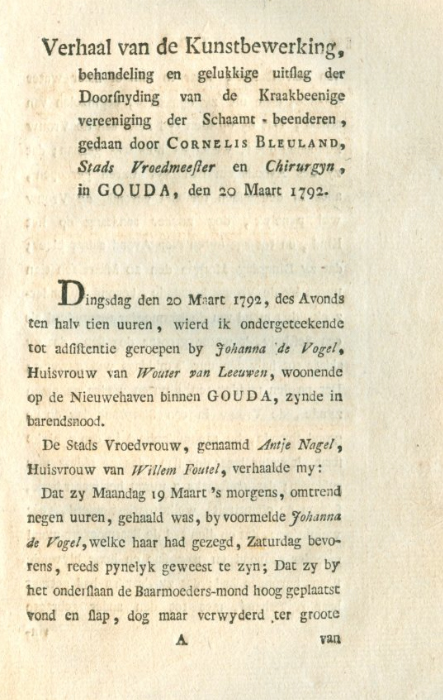
Het verslag van Bleuland over een ingreep bij een bevalling in 1792, waarbij ook de rol van Antje Nagel beschreven wordt

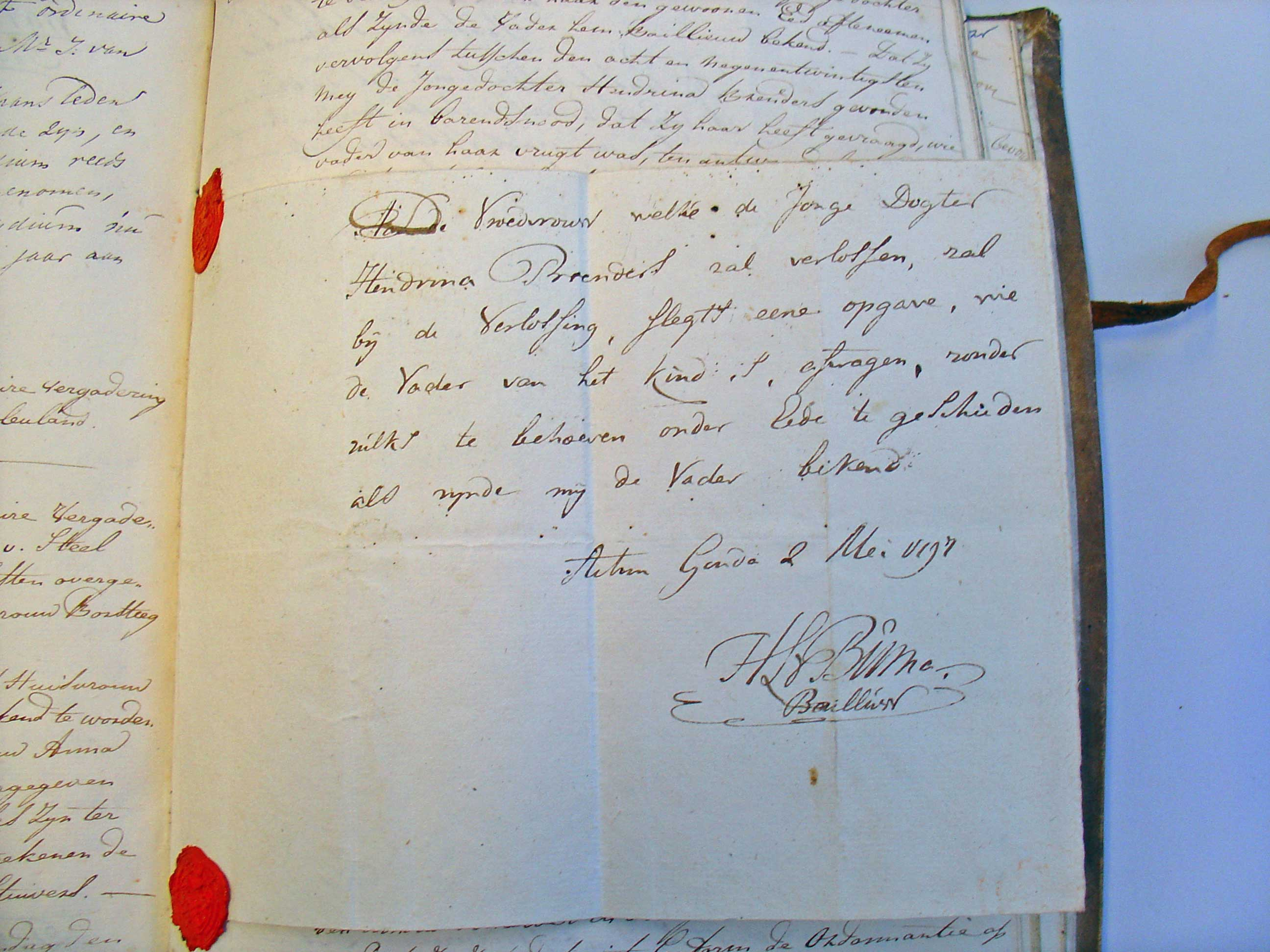
Verklaring van de baljuw van Gouda, dat de vroedvrouw - Antje Nagel - geen eed behoefde af te nemen van de kraamvrouw Hendrina Brenders

Antje Nagel (Leer, circa 1744 – Gouda, 7 december 1815) was stadsvroedvrouw van Gouda.

## Leven en werk
Nagel werd rond 1744 in het Duitse Leer geboren als dochter van Dirk Nagel en Antje Putters. Zij was getrouwd met de Duisburgse lakenhandelaar Johan Willem Frutel. Over haar opleiding is niets bekend, behalve dat ze er eentje gehad moet hebben, omdat de Goudse autoriteiten opleidings- en ervaringseisen verbonden aan een aanstelling als stadsvroedvrouw. Die functie verkreeg Nagel in 1778 en hetzelfde jaar vestigde ze zich met haar echtgenoot aan de Gouwe. Later verhuisden ze naar de Hoogstraat en vervolgens naar de Zeugstraat. Frutel bezat een stoffenwinkel en had twee jaar een bestuursfunctie bij het manufacturiersgilde.

### Stadsvroedvrouw
Naast erkende vroedvrouwen zonder officiële aanstelling, en die uit het informele circuit, ontstond in Holland aan het begin van de zeventiende eeuw de functie van stadsvroedvrouw. Haar hoofdtaak was het verlossen van onvermogende kraamvrouwen binnen de stadsmuren, maar er mocht ook tegen een vergoeding assistentie verleend worden bij de beter gesitueerden. Verder moest aandacht besteed worden aan de eerste levensdagen van de boreling. Aan deze functie werden opleidingseisen gesteld en er waren officiële erkenningen en een eed aan verbonden. De stadsvroedvrouw werd betaald door de stad en tegen het eind van de achttiende eeuw had elke stad in de Republiek er wel één of meer. Gouda had er vier in de tijd dat Nagel in dienst was. Zij werden aangesteld door het in 1756 opgerichte College der Vroedkunde, een instantie die tot taak had de hoeveelheid doodgeboren kinderen in die stad terug te dringen. In Gouda bedroegen de jaarlijkse vergoedingen toen Nagel met haar werk begon 300 gulden per jaar voor de 1e stadsvroedvrouw, 250 gulden voor de 2e, 200 gulden voor de 3e en 160 gulden voor de 4e stadsvroedvrouw.  Gaandeweg waren taken en bevoegdheden aan stedelijke regulering onderhevig, zoals het recht om een nooddoop te verrichten en de plicht om ongehuwde moeders (onder ede) naar de naam van de vader te vragen.

### Gouda
Van Nagel staat in elk geval vast dat zij tussen 1796 en 1801 gemiddeld 54 geboortes per jaar op stadskosten begeleidde. Op 20 maart 1792 hielp zij stadsvroedmeester Cornelis Bleuland bij een uitzonderlijke en gecompliceerde ingreep, waarbij de schaambeenvoeg werd doorgesneden om ruimte te maken voor de geboorte van een reeds overleden kind. Van de moeder is bekend dat die geheel herstelde van de ingreep.
In 1796 moest Nagel verantwoording afleggen bij het College der Vroedkunde over haar handelen bij een kraamvrouw die klaagde over buikpijn en de volgende dag overleed. Het college oordeelde dat Nagel niets te verwijten viel. Een jaar later werd haar verweten niet voldoende aangedrongen te hebben bij een ongehuwde kraamvrouw ten aanzien van de vraag naar de vader. Nagel werd beboet met 25 gulden, ruim een tiende van haar jaarvergoeding. Ze weigerde te betalen omdat de Goudse baljuw Hanzo Lemstra van Buma haar bevolen had in dit geval geen eed af te nemen. De boete werd uiteindelijk door een onbekende voldaan.
Op 10 juli 1815 deed Nagel haar laatste bevalling. Ze overleed een kleine vijf maanden later.
Een van de Goudse vroedvrouwenpraktijken is naar haar Antje genoemd. De beide ander praktijken Neeltje en Caatje zijn genoemd naar collega's van Nagel, die in dezelfde periode in Gouda als vroedvrouw werkzaam waren, Neeltje Witzius en Catharina Eijbergen.